# Marguerite Audoux

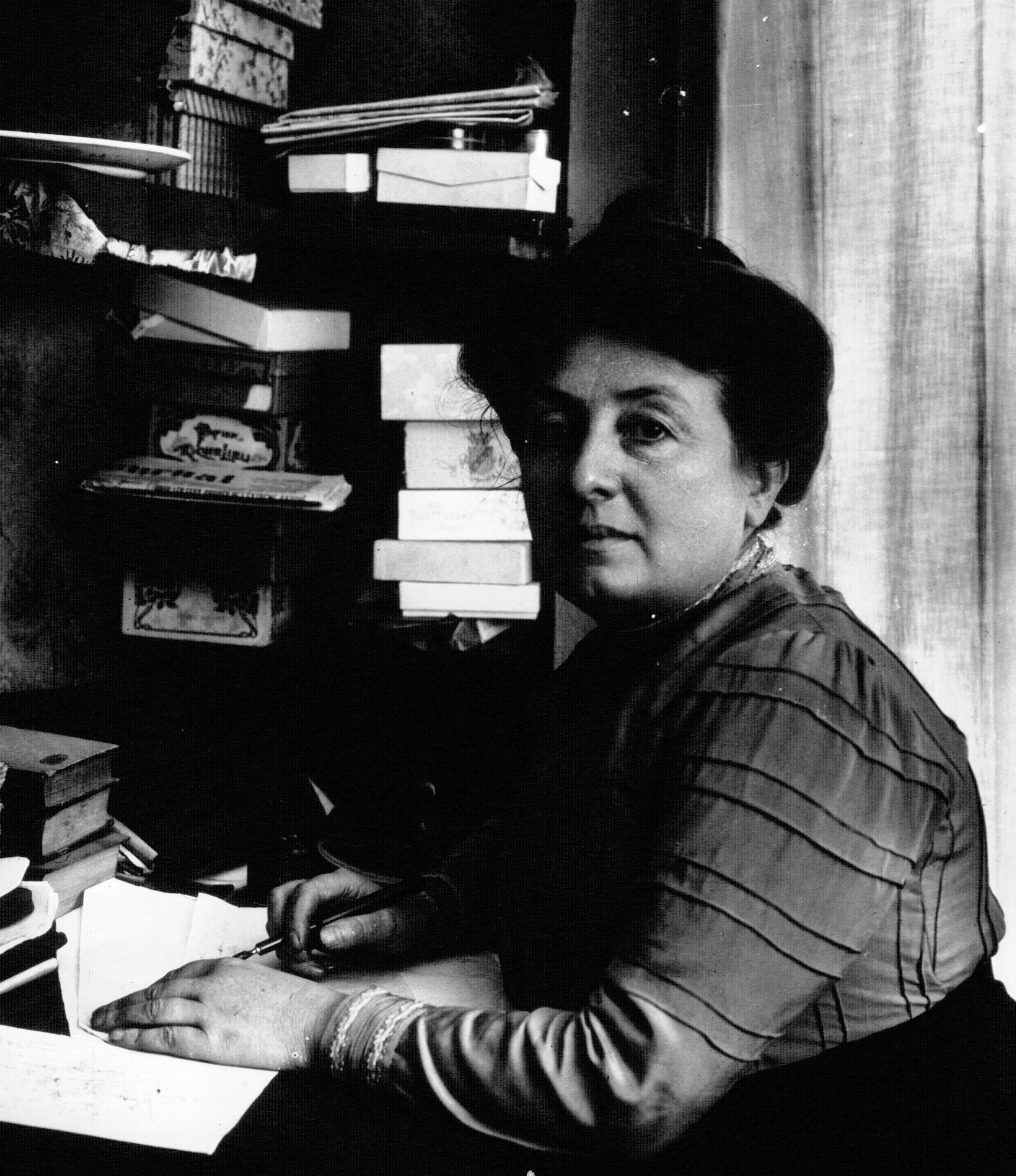
Marguerite Audoux (1911)

Marguerite Audoux (* 7. Juli 1863 in Sancoins, Cher; † 1. Februar 1937 in Saint-Raphaël) war eine französische Romanschriftstellerin.

## Leben
Marguerite Donquichote (den Nachnamen ihrer Mutter nahm sie erst 1895 an) wuchs als Kind einer Tagelöhnerfamilie in der Sumpflandschaft an der Loire auf. Nach dem Tod ihrer Mutter und dem Verschwinden ihres Vaters kommt die Dreijährige mit ihrer Schwester in das Waisenhaus von Bourges. Ab dem Alter von 12 Jahren verdingt sie sich als Schafhirtin.
1881 beginnt sie als Lehrmädchen in einer Pariser Schneiderwerkstatt und nimmt weitere schlechtbezahlte Tätigkeiten als Hilfsarbeiterin an. Ihr erstes Kind stirbt nach der Geburt, die Mutter wird unfruchtbar.
Ein schweres Augenleiden erschwert ihr das Nähen, und ermuntert durch den Bekannten ihrer Nichte, welche sie bei sich aufgenommen hat, beginnt sie die Arbeit an dem autobiographisch geprägten Roman Marie-Claire, welcher 1910 ein großer Erfolg wird und von Elend und Hoffnungslosigkeit kleiner Arbeiter berichtet. Das Folgewerk Das Atelier der Marie-Claire erscheint erst 1920.
Sie sah sich weiterhin als Schneiderin und wehrte öffentliche Ehren und Auszeichnungen ab. Sie unterstützte mit den Einnahmen durch ihre Werke frühere Kolleginnen und nahm auch die drei verwaisten Söhne ihrer Nichte bei sich auf.

## Das literarische Werk
Marguerites erste Schreibversuche datieren von 1886. Trotz ihrer Begabung wäre es nicht 24 Jahre später zu dem großen literarischen Erfolg gekommen, wenn nicht eine Verkettung günstiger Umstände mitgeholfen hätte. Die 1882 geborene und ab 1883 von Marguerite aufgezogene Nichte Yvonne wurde 1898 die Geliebte des Schriftstellers Michel Yell (1875–1951), der 1900 auch Marguerite kennenlernte und 1904 mit ihr eine Liaison einging, die erst 1912 durch Yells Verheiratung zu Ende ging. Durch Yell, Freund von André Gide, kam Marguerite in Kontakt zu Charles-Louis Philippe (1874–1909), den sie als Landsmann mit ähnlicher Literaturauffassung betrachtete, sowie zu weiteren Schriftstellern seines Freundeskreises: Léon-Paul Fargue (1876–1947), Valery Larbaud (1881–1957), Léon Werth (1878–1955), Régis Gignoux (1878–1931), Charles Chanvin (1877–1953) und zu dem Maler Francis Jourdain (1876–1958), Freund von Octave Mirbeau.
Diese locker gefügte Gruppe traf sich von 1904 bis 1907/1908 regelmäßig sonntags in dem Dorf Carnetin zu Gesprächen über Literatur. Marguerite war immer zugegen, las wie die anderen Mitglieder der Gruppe vor, was sie zu Hause für ihren Roman geschrieben hatte, und diskutierte mit. Im Sommer 1909 war ihr Romanmanuskript fertig, wurde 1910 von Valery Larbaud durchgesehen und kam über Francis Jourdain in die Hände des einflussreichen Octave Mirbeau, der sofort begeistert war und sich für einen Literaturpreis starkmachte. Eine Vorauspublikation erschien (wie damals üblich) im Mai 1910 in der Zeitschrift La Grande Revue (mit einem Vorwort von Jean Giraudoux). Das Buch erschien im Oktober 1910 im Verlag Éditions Fasquelle mit einem Vorwort von Mirbeau.
Am 1. November erschien eine Besprechung in der Nouvelle Revue Française aus der Feder von Alain-Fournier, dessen Bekanntschaft Marguerite im August gemacht hatte und der ihr als Nachbar besonders verbunden war, denn er war in der Sologne aufgewachsen, unweit des Ortes Sainte-Montaine/Aubigny-sur-Nère, wo Marguerite von 1877 bis 1879 ihre erste (unerfüllte) Liebe erlebt hatte. Am 4. Dezember 1910 erhielt Marguerites Buch den Prix Femina (mit 11 von 20 Stimmen). Damit waren ihre Chancen auf den Prix Goncourt, für den Mirbeau sie eigentlich bestimmt hatte, gemindert, da die Jury eine Doppelvergabe scheute. Sie scheiterte denn auch am 8. Dezember (der Preis ging an Louis Pergaud), doch tat das dem Erfolg ihres Buches keinen Abbruch.
In der Folge verlor sie wichtige Teile ihres literarischen Freundeskreises. Philippe war bereits 1909 gestorben, Yell war ab 1912 nicht mehr erreichbar, Alain-Fournier fiel 1914, und Mirbeau starb 1917. Die anderen, wie Valery Larbaud, zogen sich zurück, am treuesten zeigte sich Francis Jourdain. Der 1920 ebenfalls bei Fasquelle erschienene Roman L’Atelier de Marie-Claire wird zu ihren Lebzeiten eine Auflage von 100 000 Exemplaren erreichen. Namentlich Valery Larbaud lobte ihn sehr. Der 1926 erschienene dritte Roman De la ville au moulin (der eigentlich Annette Beaubois hätte heißen sollen) hatte weniger Erfolg und gilt als literarisch weniger wertvoll, war der Autorin aber der liebste und wichtigste. Nachdem 1932 bei Flammarion unter dem Titel La Fiancée ein Erzählungsband erschienen war, schrieb Marguerite ab 1933 an ihrem letzten Roman, Douce lumière.
Zwei weitere Schriftstellerkollegen mit untypischem Lebenslauf machten ihre Bekanntschaft. 1911 traf sie bei einem Erholungsurlaub in Arpajon-sur-Cère (bei Aurillac) mit dem Autor Antonin Dusserre (1865–1927) zusammen und verhalf ihm zur Veröffentlichung seines Romans Jean et Louise. Und 1936 erhielt sie in Paris den Besuch von Émile Guillaumin.
Ab 1930 verbrachte Marguerite Audoux regelmäßig längere Aufenthalte in Saint-Raphaël. Dort starb sie in der Nacht vom 31. Januar auf den 1. Februar 1937 im Alter von 73 Jahren. Der Roman Douce Lumière erschien noch im selben Jahr bei Grasset. Er wurde ins Japanische übersetzt. Marguerite Audoux ist in Saint-Raphaël auf dem Friedhof Cimetière Alphonse Karr beigesetzt. Ihr Grab befindet sich neben dem des Generals Jean-Louis Delayen (1921–2002). 1990 wurde in Aubigny-sur-Nère zu ihrem Gedächtnis ein Museum eingerichtet. Seit 1998 wird ein Literaturpreis mit ihrem Namen vergeben. In Bourges und Saint-Raphaël sind Straßen nach ihr benannt.

## Werke
- Marie-Claire (1910). Marie-Claire, Deutsche übertr. von Olga Wohlbrück, Berlin, Bong, 1910, mit e. Vorw. von Octave Mirbeau.
- L’Atelier de Marie-Claire (1920). Atelier der Marie-Claire, Übertr. v. Maria Arnold, Zurich, Rascher, 1938; Das Atelier der Marie-Claire, Berlin, Aufbau-Taschenbuch-Verlag, 1992.
- De la ville au moulin (1926).
- Douce Lumière (1937).